# Armonía Somers
Armonía Liropeya Etchepare Locino, coneguda pel seu pseudònim artístic Armonía Somers (Pando, 17 d'octubre de 1914 – Montevideo, 1 de març de 1994), va ser una escriptora i pedagoga uruguaiana. És considerada una de les creadoras llatinoamericanes més originals del segle xx i com una de les mares del realisme màgic.

## Biografia
Nascuda a Pando al departament de Canelones, Armonía Somers era filla de María Judith Locino, catòlica professant i Pedro Etchepare, un sastre anarquista i anticlerical convençut. Va cursar estudis primaris en un col·legi espanyol de Pando, on era l'única dona. En acabar la primària, Somers va estudiar a l'Escola Normal de Montevideo, que era l'única possibilitat en aquell moment perquè una dona obtingués un diploma.
Alguns llibres que estudiava a la biblioteca del seu pare serien decisius en la seva trajectòria literària. Somers reconeixia en vida la influència d'escriptors i pensadors com Piotr Kropotkin, Giacomo Leopardi, Charles Darwin, Dante Alighieri, Edmund Spenser i d'altres.
El 1933 va començar estudiar pedagogia a la Universitat de la República. Es va interessar ràpidament per temes pedagògics i d'aprenentatge en els joves. Va publicar assaigs sobre temes com Educación en la adolescencia (1957), premi del Consell Departamental de Montevideo. Altres obres afins són El adolescente de novela y su valor de testimonio i Ann Sullivan Macy, la forja en noche plena.
El 1950 va ser enviada com a delegada del Museu Pedagògic de Montevideo per atendre el Seminari Interamericà d'Ensenyament Primari. Aquest mateix any, va publicar la novel·la eròtica La mujer desnuda (La dona nua), amb la qual va llançar un repte a la societat tancada d'aleshores. Més endavant va ser convidada pel govern de França per estudiar i col·laborar-hi amb l'organització dels centres penitenciari. Somers ha «ha desmuntat els mites, ha trencat els motlles, ha fracturat les imatges i ha incomplert les lleis de l'harmonia universal».
El 1971 va deixar el càrrec de pedagoga per dedicar-se a escriure.

## Obra
L'obra de Somers és sovint considerada dins de la «Generació del 45» de la literatura uruguaiana. No obstant això, alguns crítics literaris com García Rey consideren que Somers participa també d'altres moviments aliens a aquesta generació.
Per això, en Cien autores del Uruguay es diu que Armonía Somers es va avançar a la generació a la qual pertanyeria per naixement i, per la seva orientació artística, té més en comú amb la «Generació de la Crisi». Alguns la classifiquen, juntament amb Juan Carlos Onetti, dins del que Ángel Rama nomenaria la «literatura imaginativa», la qual que va trencar amb els motlles de la literatura realista. Hi ha una llarga discussió sobre si l'obra de Somers pertany a la literatura fantàstica o no, en qualsevol cas, l'atmosfera macabra dels seus textos impregnats de violència i erotisme, així com l'estructura fragmentària i els elements intertextuals que contenen, fan que la lectura de les seves novel·les i contes no sigui fàcil. La seva escriptura és innovadora, subversiva i irreverent, però alhora conté elements arquetípics i al·legòrics, al·lusions a la Bíblia i elements onírics i surrealistes.

### Novel·les
- La mujer desnuda. Montevideo 1950[5]
- De miedo en miedo. Montevideo 1965
- Un retrato para Dickens. Montevideo 1969
- Sólo los elefantes encuentran mandrágora. Buenos Aires 1986

### Contes[6]
- El derrumbamiento. Montevideo 1953[2]
- La calle del viento Norte y otros cuentos. Montevideo 1963
- Todos los cuentos, 1953-1967. Montevideo 1967 (2 volums)
- Muerte por alacrán. Buenos Aires 1978
- Tríptico darwiniano. Montevideo 1982
- Viaje al corazón del día. Montevideo 1986
- La rebelión de la flor. Montevideo 1988
- El hacedor de girasoles. Montevideo 1994.